# Дэвис, Брэд (баскетболист)
Брэдли Эрнест Дэвис (англ. Bradley Ernest Davis; род. 17 декабря 1955 года, Монака, Пенсильвания) — американский профессиональный баскетболист, который провел большую часть своей карьеры в Национальной баскетбольной ассоциации (НБА) в команде «Даллас Маверикс». Он был связан с «Маверикс» на протяжении всего существования команды в качестве игрока, помощника тренера и телеведущего.

## Ранние годы
Дэвис родился в Монаке, штат Пенсильвания, окончил среднюю школу Монаки и играл в баскетбол под руководством главного тренера Дэйва Николя. Дэвис также пробовался в профессиональный бейсбольный клуб «Питтсбург Пайрэтс», выступающий в Главной лиге бейсбола.

## Карьера в колледже
Дэвис получил баскетбольную стипендию Мэрилендского университета в Колледж-Парке и играл под руководством главного тренера Левти Дризелла. Будучи первокурсником, он стал основным разыгрывающим, играя вместе с защитником Джоном Лукасом, набирая в среднем 12,6 очков, 4,6 передачи и 3,3 подбора.
В студенческие годы он набирал в среднем 12,4 очков, 4,9 передачи, 3,5 подбора и 0,9 перехвата.

## Профессиональная карьера
Дэвис был выбран командой «Лос-Анджелес Лейкерс» в первом раунде под общим 15-м номером на драфте НБА 1977 года. В сезоне новичка он пропустил восемь недель из-за перелома руки. Во втором сезоне 27 октября 1978 года после 10 игр «Лейкерс» отказались от него. 12 февраля 1979 года он подписал соглашение с «Индиана Пэйсерс» в качестве свободного агента. В 1979 году он подписал контракт с командой Anchorage Northern Knights из Континентальной баскетбольной ассоциации.
29 февраля 1980 года в качестве свободного агента Дэвис подписал соглашение с «Юта Джаз». 24 апреля 1980 года он был приглашен командой «Детройт Пистонс» в двухдневный пробный лагерь. 11 июля он подписал соглашение в качестве свободного агента с «Пистонс». 8 октября соглашение было расторгнуто. В течение баскетбольного сезона 1979/80 годов он играл в команде Anchorage Northern Knigts.
2 декабря 1980 года Дэвис подписал соглашение в качестве свободного агента с командой «Даллас Маверикс» и стал стартовым разыгрывающим защитником. 27 марта 1981 года он подписал соглашение о продлении контракта. 23 июня 1983 года он вновь подписал соглашение о продлении. Он стал любимцем болельщиков и провел остаток своей карьеры в НБА (12 сезонов) в составе «Маверикс». В сезоне 1984/85 он занял третье место в лиге по количеству трехочковых бросков и количеству штрафных бросков. В сезоне 1987/88 он был частью команды, которая дошла до финала Западной конференции и проиграла в семи матчах чемпиону «Лос-Анджелес Лейкерс».
1 августа 1992 года он официально объявил о завершении карьеры. За свою карьеру он набирал в среднем 8,6 очков, 5,1 передач, 1,9 подбор и проводил за игру на паркете 24,2 минуты. Дэвис был последним игроком «Маверикс», оставшимся в команде с первого сезона. Он так же был лидером франшизы по передачам, сыгранным матчам и игровому времени. 14 ноября 1992 года Дэвис стал первым игроком «Маверикс», чей номер был выведен из обращения.
В 1993 году Дэвис стал ассистентом в команде «Маверикс» под руководством главного тренера Дика Мотты. В то же время он занял должность комментатора телевизионных матчей «Маверикс». Позже он стал вести радиопередачи.
Дэвис был радиоаналитиком до сезона 2007/08, затем он поменялся местами с телекомментатором «Маверикс» Бобом Ортегель. Позже Дэвис вновь стал комментатором радиопередач «Маверикс». Он также является тренером по развитию игроков «Маверикс».

## Личная жизнь
Является братом бывшего игрока НБА Микки Дэвиса. Он женат на Келли Дэвис и является отцом троих детей: сына Майкла и дочерей Эрин и Кары Дэвис.

## Статистика

### Статистика в НБА
| Сезон                                                                                    | Команда | Регулярный сезон | Регулярный сезон | Регулярный сезон | Регулярный сезон | Регулярный сезон | Регулярный сезон | Регулярный сезон | Регулярный сезон | Регулярный сезон | Регулярный сезон | Регулярный сезон | Серия плей-офф | Серия плей-офф | Серия плей-офф | Серия плей-офф | Серия плей-офф | Серия плей-офф | Серия плей-офф | Серия плей-офф | Серия плей-офф | Серия плей-офф | Серия плей-офф |
| Сезон                                                                                    | Команда | GP               | GS               | MPG              | FG%              | 3P%              | FT%              | RPG              | APG              | SPG              | BPG              | PPG              | GP             | GS             | MPG            | FG%            | 3P%            | FT%            | RPG            | APG            | SPG            | BPG            | PPG            |
| ---------------------------------------------------------------------------------------- | ------- | ---------------- | ---------------- | ---------------- | ---------------- | ---------------- | ---------------- | ---------------- | ---------------- | ---------------- | ---------------- | ---------------- | -------------- | -------------- | -------------- | -------------- | -------------- | -------------- | -------------- | -------------- | -------------- | -------------- | -------------- |
| 1977/78                                                                                  | Лейкерс | 33               |                  | 10,1             | 41,7             |                  | 75,9             | 1,1              | 2,5              | 0,5              | 0,1              | 2,5              | Не участвовал  | Не участвовал  | Не участвовал  | Не участвовал  | Не участвовал  | Не участвовал  | Не участвовал  | Не участвовал  | Не участвовал  | Не участвовал  | Не участвовал  |
| 1978/79                                                                                  | Лейкерс | 5                |                  | 13,0             | 72,7             |                  | 75,0             | 0,2              | 1,8              | 0,4              | 0,0              | 3,8              | Не участвовал  | Не участвовал  | Не участвовал  | Не участвовал  | Не участвовал  | Не участвовал  | Не участвовал  | Не участвовал  | Не участвовал  | Не участвовал  | Не участвовал  |
| 1978/79                                                                                  | Индиана | 22               |                  | 10,6             | 52,3             |                  | 68,4             | 0,7              | 2,0              | 0,6              | 0,1              | 2,7              | Не участвовал  | Не участвовал  | Не участвовал  | Не участвовал  | Не участвовал  | Не участвовал  | Не участвовал  | Не участвовал  | Не участвовал  | Не участвовал  | Не участвовал  |
| 1979/80                                                                                  | Индиана | 5                |                  | 8,6              | 28,6             | -                | 75,0             | 0,4              | 1,0              | 0,6              | 0,0              | 1,4              | Не участвовал  | Не участвовал  | Не участвовал  | Не участвовал  | Не участвовал  | Не участвовал  | Не участвовал  | Не участвовал  | Не участвовал  | Не участвовал  | Не участвовал  |
| 1979/80                                                                                  | Юта     | 13               |                  | 17,3             | 58,9             | 0,0              | 83,3             | 1,2              | 3,5              | 0,8              | 0,1              | 5,8              | Не участвовал  | Не участвовал  | Не участвовал  | Не участвовал  | Не участвовал  | Не участвовал  | Не участвовал  | Не участвовал  | Не участвовал  | Не участвовал  | Не участвовал  |
| 1980/81                                                                                  | Даллас  | 56               |                  | 30,1             | 56,1             | 17,6             | 79,9             | 2,7              | 6,9              | 0,9              | 0,2              | 11,2             | Не участвовал  | Не участвовал  | Не участвовал  | Не участвовал  | Не участвовал  | Не участвовал  | Не участвовал  | Не участвовал  | Не участвовал  | Не участвовал  | Не участвовал  |
| 1981/82                                                                                  | Даллас  | 82               | 82               | 31,9             | 51,5             | 28,6             | 80,4             | 2,8              | 6,2              | 0,9              | 0,1              | 12,1             | Не участвовал  | Не участвовал  | Не участвовал  | Не участвовал  | Не участвовал  | Не участвовал  | Не участвовал  | Не участвовал  | Не участвовал  | Не участвовал  | Не участвовал  |
| 1982/83                                                                                  | Даллас  | 79               | 78               | 29,4             | 57,2             | 25,6             | 84,5             | 2,5              | 7,2              | 1,0              | 0,1              | 11,6             | Не участвовал  | Не участвовал  | Не участвовал  | Не участвовал  | Не участвовал  | Не участвовал  | Не участвовал  | Не участвовал  | Не участвовал  | Не участвовал  | Не участвовал  |
| 1983/84                                                                                  | Даллас  | 81               | 81               | 32,9             | 53,0             | 18,4             | 83,6             | 2,3              | 6,9              | 1,2              | 0,2              | 11,1             | 10             | 0              | 30,4           | 45,2           | 0,0            | 78,9           | 1,9            | 5,0            | 0,6            | 0,0            | 8,1            |
| 1984/85                                                                                  | Даллас  | 82               | 82               | 31,0             | 50,5             | 40,9             | 88,8             | 2,4              | 7,1              | 1,1              | 0,1              | 10,1             | 4              | 4              | 28,3           | 50,0           | 37,5           | 92,3           | 2,0            | 5,5            | 1,0            | 0,3            | 10,3           |
| 1985/86                                                                                  | Даллас  | 82               | 43               | 24,0             | 53,2             | 36,0             | 86,8             | 1,8              | 5,7              | 0,7              | 0,2              | 9,3              | 10             | 0              | 16,5           | 54,5           | 66,7           | 79,2           | 1,9            | 2,3            | 0,3            | 0,0            | 7,7            |
| 1986/87                                                                                  | Даллас  | 82               | 6                | 19,4             | 45,4             | 31,1             | 86,5             | 1,4              | 4,5              | 0,8              | 0,1              | 7,1              | 4              | 0              | 18,8           | 56,5           | 0,0            | 77,8           | 2,3            | 4,3            | 0,0            | 0,0            | 8,3            |
| 1987/88                                                                                  | Даллас  | 75               | 12               | 19,7             | 50,1             | 40,5             | 84,3             | 1,4              | 4,0              | 0,7              | 0,2              | 7,2              | 17             | 0              | 17,1           | 60,0           | 20,0           | 92,3           | 1,2            | 3,2            | 0,2            | 0,3            | 6,4            |
| 1988/89                                                                                  | Даллас  | 78               | 4                | 17,9             | 48,3             | 31,4             | 80,5             | 1,4              | 3,1              | 0,6              | 0,2              | 6,4              | Не участвовал  | Не участвовал  | Не участвовал  | Не участвовал  | Не участвовал  | Не участвовал  | Не участвовал  | Не участвовал  | Не участвовал  | Не участвовал  | Не участвовал  |
| 1989/90                                                                                  | Даллас  | 73               | 2                | 17,7             | 49,0             | 33,7             | 77,0             | 1,3              | 3,3              | 0,6              | 0,1              | 6,4              | Не участвовал  | Не участвовал  | Не участвовал  | Не участвовал  | Не участвовал  | Не участвовал  | Не участвовал  | Не участвовал  | Не участвовал  | Не участвовал  | Не участвовал  |
| 1990/91                                                                                  | Даллас  | 80               | 6                | 17,8             | 42,6             | 25,9             | 77,1             | 1,5              | 2,9              | 0,6              | 0,2              | 5,4              | Не участвовал  | Не участвовал  | Не участвовал  | Не участвовал  | Не участвовал  | Не участвовал  | Не участвовал  | Не участвовал  | Не участвовал  | Не участвовал  | Не участвовал  |
| 1991/92                                                                                  | Даллас  | 33               | 0                | 13,0             | 44,2             | 27,8             | 73,3             | 1,0              | 2,0              | 0,3              | 0,1              | 2,8              | Не участвовал  | Не участвовал  | Не участвовал  | Не участвовал  | Не участвовал  | Не участвовал  | Не участвовал  | Не участвовал  | Не участвовал  | Не участвовал  | Не участвовал  |
|                                                                                          | Всего   | 961              | 396              | 23,2             | 51,0             | 32,2             | 82,8             | 1,8              | 4,9              | 0,8              | 0,2              | 8,2              | 45             | 4              | 21,1           | 53,0           | 43,8           | 84,6           | 1,7            | 3,7            | 0,4            | 0,1            | 7,6            |
| Наведите курсор мыши на аббревиатуры в заголовке таблицы, чтобы прочесть их расшифровку. |         |                  |                  |                  |                  |                  |                  |                  |                  |                  |                  |                  |                |                |                |                |                |                |                |                |                |                |                |